# Частота Гринвуда
Частота Гринвуда (англ. Greenwood frequency) — частота или диапазон частот, необходимых для оптимальной коррекции системами адаптивной оптики. Зависит от скорости бокового ветра и силы атмосферной турбулентности. Понятно, что чем быстрее турбулентные массы воздуха перемещаются над телескопом, тем сильнее приходится корректировать поступающие на телескоп волновые фронты — и наоборот. Существует несколько методов вычисления частоты Гринвуда, но во всех них определяется частота, при которой изменяется характер искажений, обусловленных атмосферной турбулентностью. Обратная частоте Гринвуда величина — постоянная времени Гринвуда или атмосферная постоянная времени обозначается t0. Так как искажения почти не изменяются на протяжении периода, меньшего, чем постоянная времени Гринвуда, использование систем адаптивной оптики с бо́льшим быстродействием практически не даёт преимуществ. И наоборот: эффективность систем адаптивной оптики значительно снижается, если время реакции системы становится ниже чем эта постоянная, поскольку это означает, что искажения изменяются быстрее, чем они корректируются системой. Частота Гринвуда как правило исчисляется в диапазоне от десятков до сотен или даже тысяч герц. При необычных атмосферных условиях или оборудовании эта величина может значительно отличаться.
Одно из выражений для определения частоты Гринвуда записывается как
{\displaystyle f_{\mathrm {G} }=2.31\,\lambda ^{-6/5}\left[\sec \zeta \int _{\mathrm {Path} }C_{n}^{2}(z)\,v_{\mathrm {Wind} }(z)^{5/3}\,dz\right]^{3/5}}, где {\displaystyle \zeta } — зенитный угол, {\displaystyle v_{\mathrm {Wind} }(z)} — скорость ветра как функция от высоты, {\displaystyle C_{n}^{2}(z)} — зависимость распределения силы турбулентности от высоты.